# Miramont-d'Astarac
Miramont-d'Astarac é uma comuna francesa na região administrativa de Occitânia, no departamento de Gers. Estende-se por uma área de 14,73 km². Em 2010 a comuna tinha 357 habitantes (densidade: 24,2 hab./km²).